# Lichenophanes
Lichenophanes är ett släkte av skalbaggar. Lichenophanes ingår i familjen kapuschongbaggar.

## Bildgalleri

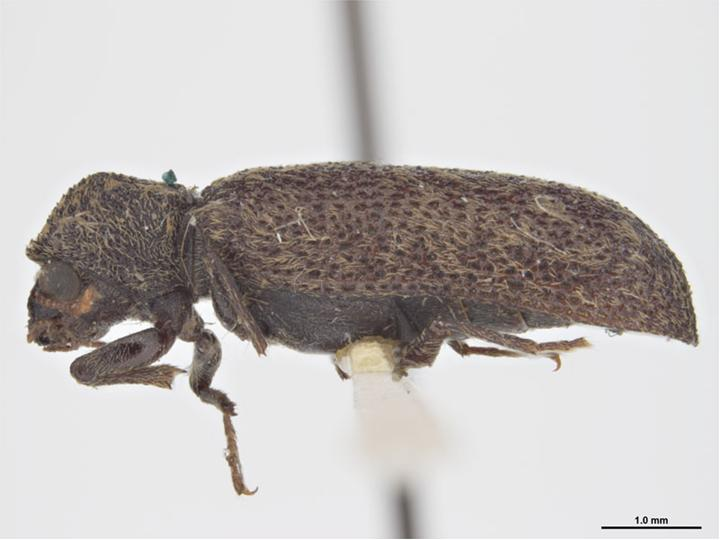
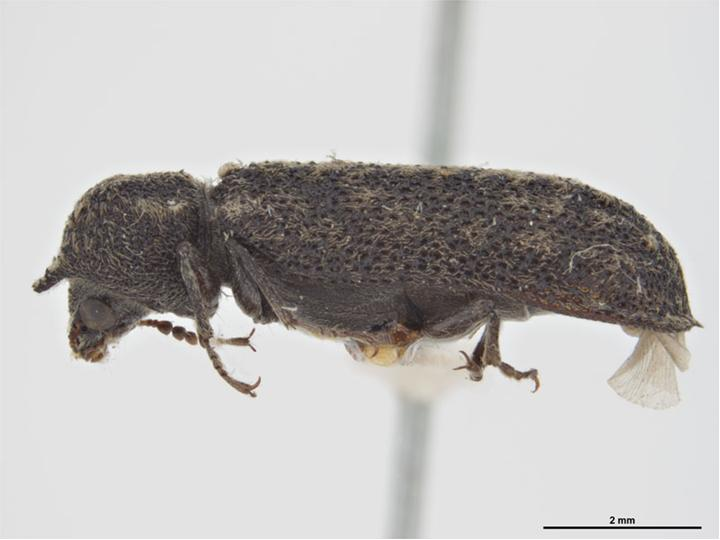
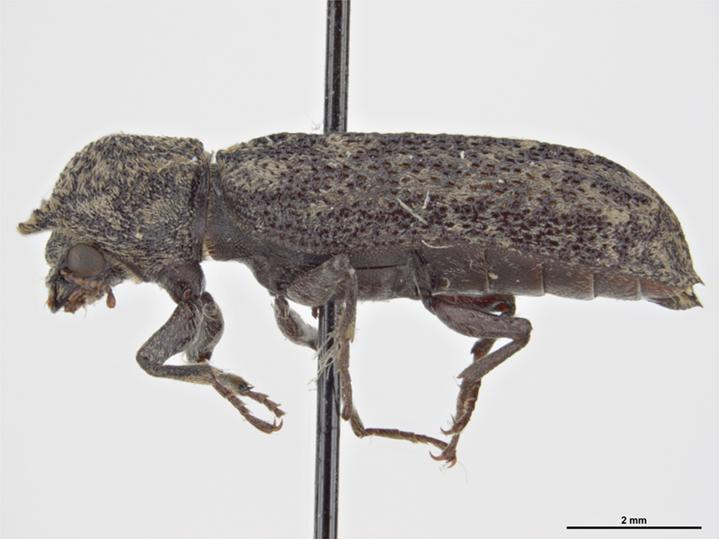
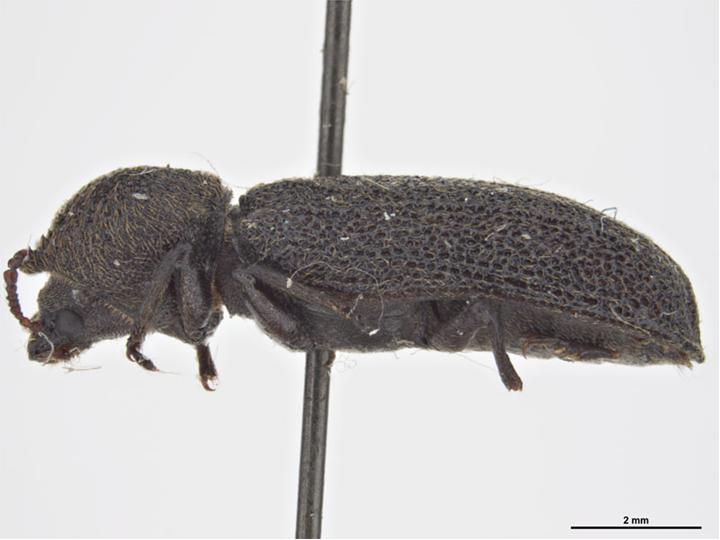
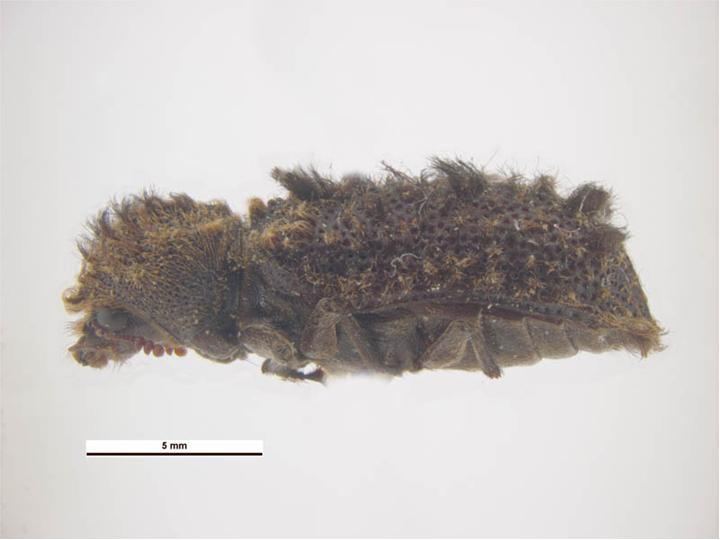
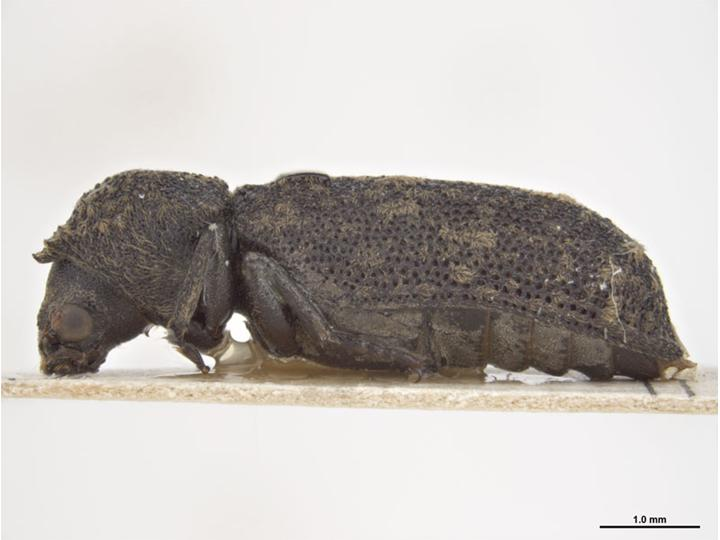

## Dottertaxa tillLichenophanes, i alfabetisk ordning[1]
- Lichenophanes albicans
- Lichenophanes angustus
- Lichenophanes arizonicus
- Lichenophanes armiger
- Lichenophanes bechyneorum
- Lichenophanes bedeli
- Lichenophanes bicornis
- Lichenophanes californicus
- Lichenophanes carinipennis
- Lichenophanes caudatus
- Lichenophanes collarti
- Lichenophanes corticeus
- Lichenophanes egenus
- Lichenophanes egregius
- Lichenophanes fasciatus
- Lichenophanes fascicularis
- Lichenophanes fasciculatus
- Lichenophanes funebris
- Lichenophanes indutus
- Lichenophanes iniquus
- Lichenophanes insignitus
- Lichenophanes katanganus
- Lichenophanes kunckeli
- Lichenophanes marmoratus
- Lichenophanes martini
- Lichenophanes morbillosus
- Lichenophanes numida
- Lichenophanes oberthuri
- Lichenophanes penicillatus
- Lichenophanes percristatus
- Lichenophanes perrieri
- Lichenophanes plicatus
- Lichenophanes rutilans
- Lichenophanes spectabilis
- Lichenophanes tristis
- Lichenophanes truncaticollis
- Lichenophanes tuberosus
- Lichenophanes varius
- Lichenophanes weissi
- Lichenophanes verrucosus
- Lichenophanes zanzibaricus